# Morska osa
Morska osa (znanstveno ime Chironex fleckeri) je ožigalkar iz razreda kubomeduz, ki prebiva predvsem v obalnih vodah na območju severne Avstralije, vzhodne Indijske podceline in jugovzhodne Azije. V angleško govorečih deželah je znana tudi kot box jellyfish, marine stinger in fire medusa.
Po nekaterih podatkih naj bi bila morska osa najbolj strupeni ožigalkar na svetu in ena najbolj strupenih živali na svetu; približno 30 g toksina bi zadostovalo kot smrtonosna doza za 60 ljudi.

## Telesne značilnosti
Morska osa ima razmeroma veliko telo, svetlo modre barve: po širini meri 35 cm (odrasli primerki so lahko veliki kot nogometna žoga), iz vsakega spodnjega kota kockasto oblikovanega telesa izhaja do 15 lovk. Vsaka lovka je lahko dolga do 3 m. Ima preprosto živčevje in čutilni sistem v obliki štirih preprostih očes, ki so občutljiva na svetlobo in služijo za navigacijo pri plavanju, iskanje hrane in interakcijo s tujimi predmeti.
Nima posebej razvitih dihal, izločal in obtočil, večina celic pa je v direktnem stiku z vodo.

## Življenjski prostor in navade
Morska osa prebiva v glavnem v obalnih vodah tropskega pasu, še posebej na območju severne Avstralije, ki se razteza od mesta Exmouth na vzhodu do Bustard heads na zahodu. V manjši meri je prisotna v jugovzhodni Aziji, natančneje v okolici Filipinov, Papue Nove Gvineje in Vietnama, na vzhodu ameriške celine v okolici Karibov in Mehiškega zaliva, v Rumenem morju med Kitajsko in Korejskim polotokom in v vzhodnem delu Indijskega oceana. Prisotna je tudi na zahodu Afrike, čeprav ni dokumentiranih primerov ožigov.
Rada se zadržuje v rečnih ustjih in manjših zalivih, še posebej po dežju, ob plimi pa se pomaknejo na plitvejše območje. Domnevano je, da dež z območnih kamnov odplakne majhne organizme, s katerimi se prehranjuje. Izogibajo se globoke vode in odprtega morja, odsotne pa so tudi na koralnih grebenih in območjih z veliko morske trave ali plevela. Edina trenutno znana žival, ki je imuna na strup morske ose in se z njo prehranjuje, je morska želva.
S pomočjo krčenja mišic, ki se nahajajo na robovih telesa, lahko plava s hitrostjo 2 m/s.

### Prehrana
Morska osa je karnivor (mesojed) in se prehranjuje predvsem z majhnimi raki in ribami.

## Razmnoževanje
Pojavlja se sezonsko, od oktobra/novembra do aprila/maja. Razmnožuje se kot vsi ožigalkarji: odrasli moški osebki izločijo spermije pozno poleti, ki oplodijo jajčeča v jajčnikih ženskih osebkov. Iz oplojenega jajčeca se razvijejo ličinke planule, te pa v majhne polipe, ki se pritrdijo na kamne, kjer se razvijajo do prihodnje pomladi v meduze.

## Ožig, zdravljenje in preventiva
Morska osa je po svetu najbolj znana po svojem močnem in pogosto smrtonosnem ožigu. Od leta 1884 je bila odgovorna za smrt najmanj 63 ljudi na obalnih območjih Queenslanda in Severnega teritorija.
Ožig morske ose se razpozna po agonistični bolečini, ki je podobna kot pri opeklini z močno kislino ali z razbeljenim železom, na koži pa so opazna ožgana področja kot 0,5–1 cm široke rdečine. Kmalu se pojavijo šok, vročina, odrevenelost, ohromelost in na koncu možna smrt. Toksin deluje tudi na srčne mišične celice, kar privede do motenj srčnega utripa (aritmija) ali celo srčni infarkt.
Leta 1970 je dr. Jack Barnes odkril protistrup. Vzorec toksina je bil vbrizgan laboratorijskim živalim (miši, zajci, ovce), ki so razvila protitelesa proti toksinu; slednja so bila obdelana in uporabljena za zdravljenje ožigov pri ljudeh. Raziskave so pokazale, da pasivna imunizacija miši s protistrupom ni zaščitila živali pred učinkom toksinov drugih kubomeduz, npr. Chiropsalmus quadrigatus.
Pri ožigu je pred fizično odstranitvijo ožigalk priporočljiva uporaba 2-10 % ocetne kisline za inhibicijo ožigalnih celic (nematociste), saj v nasprotnem primeru obstaja možnost sprožitve neaktiviranih nematocist in s tem dodatno zastrupljenje bolnika; v primeru nedostopnosti raztopine pa mora biti odstranitev ožigalk opravljena z največjo previdnostjo, v vsakem primeru pa se mora po odstranitvi mesto ožiga sterilno obvezati. Na Filipinih so uporabljali domači kis kot tradicionalno zdravilo proti ožigom že od preloma v 20. stoletje. Uporabo alkohola se odsvetuje, saj naj bi stanje le še poslabšal zaradi sprožitve neaktiviranih nematocist. Mnenja o uporabi drugih raztopin, kot so formalin, borova kislina in natrijev bikarbonat, so deljena.
Priporočljiva naj bi bila tudi uporaba steroidnih krem in protivnetnih zdravil (npr. antihistaminiki) ter hlajenje v roku 5-15 min.
Preventiva vključuje predvsem uporaba posebnih oblek proti ožigom, dostopne zaloge zdravil, zaščita priobalnega območja s posebni mrežami in izogibanje kopanja v nezaščitenih območjih v sezoni pojavljanja morskih os.